# Tóta Gyula
Tóta Gyula (Nagykörű, 1912. június 23. – Veszprém, 1989. június 26.) magyar tanító, tanár. 1972-től haláláig művész, plakettek, kis- és nagyplasztikák megalkotója, Baja város által kiosztott emlékérmék készítője lett. 

## Élete

### Fiatalkora
1912. június 23-án született Nagykörű községben, Jász-Nagykun-Szolnok vármegyében. Édesapja, Tóta András paraszt családból származott, foglalkozása szabósegéd volt. Hat gyermeke közül csak őt, a legidősebbet úgy tudta középiskolába járatni, hogy az első világháború után mesterségét abbahagyva egy nagytőkés fakereskedő zsidó család alkalmazottja lett. Az 1930-as évek világgazdasági válsága apja főnökét is érzékenyen érintette, mivel felszámolta Nagykörű községben lévő fióküzletét és a hitelben vásárló, de fizetésre nem képes parasztság után fennmaradó adósságot apján hajtotta be árverés formájában. Néhány hold föld, fél hold szőlő és egy ház – édesapja összes örökölt vagyona – került így elkobzásra. Mentett a tőkés, amit csak menthetett, nem törődve azzal, hogy egy nyolc tagú családot tett így földönfutóvá, nincstelenné. A későbbiekben visszatekintve erre az esztendőre, Gyula tisztán, világosan látta a helyzetet. Bekövetkezett egy súlyos sorsfordulat – mint annyi sok más családnál is – ami után csak tengődés és kilátástalanság következett. Iskoláztatása költségeit a vége felé már alig tudták fedezni. 1931-ben – édesapja végső erőfeszítése árán – mégis leérettségizett a mai Makói József Attila Gimnáziumban, ahol 1923-től kezdve tanult. 

### Az élet forgataga Budapesten
A gimnázium után édesapja Budapesten vállalt munkát régi katona barátjánál, akinek jól működő szabóműhelye volt a Mária utcában. Nem sokkal utána az egész család a faluból Pestújhelyre költözött. Megkezdődött a harc az életért. Édesapja sokat robotolt, görnyedt a varrógép mellett minimális pénzért a többi munkatársaival együtt. A nagyobb húgai -elvégezve az általános iskola négy osztályát- gyárban dolgoztak fillérekért. Nagyobbik öccse az idomszerlakatos szakmát tanulta. Gyulának is jutott munka. Kifutója lett a szabóműhelynek, ahol édesapja dolgozott. Alaposan megismerte Budapest utcáit és házait Budától Rákosszentmihályig és Rákospalotától Pesterzsébetig. Barátság ide, barátság oda, a mester nem volt elnéző édesapjával, de Gyulával szemben sem. Az üzletnek mennie kellett. Esőben, hóban, sokszor késő este, üzletzárás után szállította kerékpáron a megrendelők ruháit. Ha a rendőr nem látta, gyakran vontatta magát villamossal, mint ahogy a többi kifutó is csinálta. Veszélyes volt a módszer, de gyorsabb és erőt kímélő. Sokféle embert megismert. Egy jobb módú tisztviselő egy alkalommal a borravaló átadásán kívül szóra szóra is méltatta. Megkérdezte, hogy milyen iskolát végzett. Először Gyula le akarta tagadni, de amikor mégiscsak megmondta, ilyenforma megjegyzést kapott: "Látja, látja! Miért jár iskolába? Jobb lett volna, ha az apja mesterségét tanulja ki." Így került az élet forgatagába nyolc évnyi internátusi diákélet után. 

### További tanulmányok
Közvetlenül az érettségi után szeretett volna tanító lenni. Jelentkezett a Budai Rajziskolában, de a létszám akkor már betelt. Különben sem szerették a képzőkben a gimnáziumból kikerülő fiatalokat. A tanítói pályáról úgy látszott, végérvényesen le kellett mondania. Mégis sikerült nagy áldozatok árán, nélkülözések közepette tanítói oklevelet szereznie. A kifutói állás és az alkalmi munkák nem lehettek végső életcél a legnagyobb reménytelenségben sem. Tanítványokat vállalt, bukott diákok házitanítója lett. A Pestújhelyi Általános Iskolából kapott tanítványokat, majd később gimnáziumba járó tanulókat is korrepetálhatott. Ekkor ismerkedett meg egy-két igen jóindulatú általános iskolai tanárral, akik a továbbtanulásra biztatták. Elősegítették, hogy rajztudását az iskola tantermében továbbfejleszthesse, majs 1933-ban a Képzőművészeti Főiskolán felvételi vizsgára jelentkezett. A rajzfeladatok sikeres megoldása után kb. 150 jelentkező közül 35-40-en nyertek felvételt Gyulával együtt. Bármilyen körülmények között is, de ez akkor főnyeremény volt számára. Az út most már egyenesnek látszott, de mégsem volt zökkenőmentes. Családja anyagi helyzete nem változott, sőt nehezebbre fordult, mivel Gyulával egy pénzkereső kiesett a családtagok közül. Főiskolai tanulmányai közben is tanítványokat es a legkülönbözőbb alkalmi munkákat kellett vállalnia. A szűkös életmód kikezdte egészségét. 1936-ban orvosok tanácsára egy évig abba kellett hagynia tanulmányait, pihennie kellett. 

### Első évek tanárként
1938-ban megszületett első lánya, Éva. 1939-ben fejezte be főiskolai tanulmányait és szerzett középiskolai rajztanári oklevelet. Különös szerencse folytán, a Bólyai gimnázium rajztanárának ajánlatára -ahol gyakorló tanításait végezte- még 1939. december 15-én Kecskeméten nyert állást a községi általános fiúiskolánál. 27 éves volt ekkor. Kecskemétre csak azzal a feltétellel helyezte el a minisztérium, ha a megszűnőben lévő általános iskolánál fizetés nélkül tanítja az ábrázoló geometriát. Ilyenformán, fizetése kiegészítéseképpen egyéb mellékfoglalkozásokat kellett vállalnia. 1941-től kezdve a helybeli ipartanuló iskolánál is rendszeresen dolgozott mint óraadó, miután Debrecenben fémipari szakrajzi tanfolyamot végzett. 

### A 2. világháború hatásai
A légiriadók ekkor már gyakran szakították meg a tanfolyami munkákat és valamennyien aggódva gondoltak az otthonhagyottakra. Katonai szolgálatot nem teljesített, mert elmaradott korosztályhoz tartozva kiképzésben nem részesült. 1943-ban megszületett második lánya, Anna, majd 1944-ben harmadik lánya Klára is. A háborús események rányomták bélyegét családja életére és egyéni munkájára is. 1944 ősze meghozta a tragikus eseményt Kecskemét lakossága számára. A falakra kifüggesztett plakátok egyes korosztályhoz tartozó férfiak jelentkezését írták elő, hogy nyugat felé irányítsák őket. A tanári testületen belül tartották a kapcsolatot egymással. Elhatározták, hogy nem vállalják a kockázatot és nem jelentkeznek. Ekkor már néhány csoportot el is irányítottak a városból. A városháza főbejáratára német tank ágyúcsöve meredt. Ez adta a nyomatékot a katonai parancsnokság intézkedéseihez. November végén kiürítési parancs jelent meg a házak falán. A város, mint egy hangyaboly... Utolsó vonat indult még a máriavárosi állomásról Budapest felé. Három kisgyermekével – köztük egy pólyással –, terhes állapotban lévő feleségével és egyik tanártársával, aki a fronton volt, annak feleségével, anyósával és két kis gyermekével felkapaszkodtak egy teherkocsi fékező fülkéjébe. Lakásukban minden ingóságot hátrahagytak, amiből azután alig maradt meg valami. Budapesten át -állandó légiveszélynek kitéve- szerencsésen megérkeztek Káptalanfüredre, a Balaton északi partjára, szüleihez.  
1944-45 telét a Balatonnál vészelték át. Hallottak német katonatiszti hazudásokat a szovjet csapatok megállításáról a Balatonnál és láttak elkeseredett katonákat is akik már a legrosszabbakra is készültek. A Dunántúlnak ebbe a részében még dühöngött a Szálasi-terror. Még mindig soroztak, és szedték össze a férfiakat. A környéknek Balatonfüred volt a gyűjtőhelye. A káptalanfüredi villák között is megjelentek a tábori csendőrök. Sokukat hajtottak el anélkül, hogy megmondták volna miért és hova viszik őket. A balatonfüredi iskolába zsúfolták be őket. Egy kínos éjszaka álmatlansága után kezdődött a szánalmas sorozás. Úgy bántak velük, mint a birkákkal, a hangnem sem volt különb. Mindenkit nem vizsgáltak meg, csak akik ezt kérték, és el tudták viselni a "hazafiatlanság" vádját. Gyula erősen leromlott erőállapotban volt. Papírjára a következő feljegyzés került: "Jan. 3 hónap." Magyarázatképpen megmondták, hogy jelenleg alkalmatlan, de három hónap múlva jelentkeznie kell. Délután kivezényelték őket a község szélére egy tisztásra és elrettentő példaképpen a szemük láttára lőttek főbe egy szökött magyar katonát. Önéletrajzához ez a kép is hozzátartozik, emlékezetébe élete végéig erősen bevésődött. 

### Újrakezdés Kecskeméten
1945. március elején a fejvesztetten menekülő németek és az őket üldöző szovjet csapatok harca közben valamennyien sértetlenek maradtak. Húsvét hétfőn érkeztek meg a Balatonhoz az első szovjet csapatok barátságosan. Március vége felé gyalog indult haza Kecskemétre. Egy napot gyalogolt már, amikor kint az országúton szovjet autókaraván haladt el mellette. Az utolsó kocsi amikor elhagyta minden kérés nélkül megállt, a vezetője odaintett és beültette maga mellé. Szombathelyről mentek Kiskunfélegyházára. A Dunaföldvári katonai hídon keresztülhaladva szovjet autóban ült. Kecskeméten tették le. Akkor már folyt a tanítás a városban. Minden igazoláson nehézség nélkül átesett. Április 1-én már a Pedagógus Szakszervezet tagja volt és október 1-én vették fel a Szociáldemokrata Pártba. Augusztusban hozta haza családját haza Kecskemétre. Májusban, távolléte alatt született meg negyedik lánya, Magdolna. Az inflációs idők nagy mértékben próbára tették a hattagú családot. Három pici gyereket nevelni -a legnagyobbik akkor már 7 éves volt- kévés cukorral és tápszerek nélkül nem volt könnyű feladat. Az új forint hozta meg nekik a boldogságot 1946. augusztus 1-én. Amikor felesége a piacról néhány forintért vásárolva, rakott kosárral tért haza könny csordult a szemébe. 

### Iskolai élet
Iskolai munkája mellett továbbra is minden idejét lekötötte a tanítás. Óraadás az ipartanuló iskolában, magántanítványok természetbeli juttatásokért, tanítás a dolgozók esti tanfolyamán. Közben mozgalmas politikai élet folyt körülöttük. Az iskolák életét is kezdte átformálni az újjáépítés heve, az új levegő. Legtöbbet hatott rá az iparitanuló-iskola élete és saját iskolája úttörő mozgalma. Gyulára hárult az úttörő csapat szervezése. Az iskola tanulóinak egy része NÉKOSZ kollégista volt, ezek alkották a magot, a lendületet. Ugyanakkor még életre kelt az iskolában a Szívgárda szervezet is, melyet a kartársnő vezetett. Valóságos ifjúsági politikai harc alakult ki, akárcsak a felnőttek között kint az iskola falain kívül. Az úttörőcsapatot az Úttörő Központ erősen támogatta, és nagy részben ennek is köszönhető, hogy az úttörőmozgalom győzött. 

### Iskolai előléptetések
1950-ben ott volt a tanácsrendszer bölcsőjénél, látta a kezdeti nehézségeket és eredményeket és érezte a hibákat. Tartott panasznapokat és tanácstagi beszámolót is. Közben szakmai munkája, a rajznak a tanítása sem került a háttérbe, sőt kibővült számára azzal, hogy 1949-ben a Délpestmegyei Főigazgatóság megbízta a megye területén az általános iskolák rajzi szakfelügyeletével. A tantervi változásoknak az az ideje volt az, amikor a rajzoktatás kezdte felölteni természetes formáját. Nagyon sok hasznos tapasztalatot gyűjtött és legjobb tudása szerint igyekezett irányítani rajzot tanító, de szakmai képzettséggel nem rendelkező kartársait. Szakmai munkaközösséget szerveztek a Megyei Tanács segítségével, kapcsolatot teremtett a szegedi és budapesti pedagógiai főiskolákkal. Sajnos, ebben az időben a Minisztérium csak létrehozta, de nem támogatta a megyei rajzszakfelügyelők munkáját. Egyetlen országos értekezletet sem hívtak össze annak idején. Pedig lett volna miről tárgyalni. Egyedüli támpont az általános iskolai "Tanterv" volt.  
Az 1951-1952. tanévben már teljesen függetlenített szakfelügyelő volt, iskolai állományba nem tartozott. Így fordult elő, hogy amikor 1952 júniusában beosztásáról lemondott, sehová sem tudták illetmény szempontjából besorolni. Bekövetkezett az a lehetetlen állapot, hogy három hónapon keresztül nem tudtak fizetést folyósítani számára. Végül szeptember 1-től a kecskeméti Szakérettségi Tanfolyamhoz került nevelőnek. Itt újból szabadkézi rajzot és ábrázoló geometriát tanított az építész- és kohómérnöki osztályokban. Kezelte a tanfolyam több ezer kötetes könyvtárát, a tankönyveket és a tanszereket, irányította a demokráciás munkákat. Az elvtársak közül igen sokat töltötték az időt mintázással, gipszöntéssel emblémák és feliratok készítésével. Az utolsó évben együtt készíthették az érettségi előtt álló 12. osztály valamennyi érettségi tablóját. 

### Bajára költözés
1954-ben szűnt meg Kecskeméten a szakérettségis tanfolyam. Újból felmerült az újabb munkahely kijelölésének problémája. Családjával együtt bent laktak a tanfolyam épületében és így ez a változás lakásproblémává is vált. 1954. augusztus végén kerültek Bajára a Tanítóképző Főiskolára. Itt nevelői beosztás jutott Gyula számára, amit a tőle telhető legjobb igyekezettel látott el. Igazgatójával, Hangya Antallal arra is nagy mértékben törekedtek, hogy az elhanyagolt kollégiumi épület mind esztétikailag, mind kényelmi szempontból elfogadhatóbbá váljék. Sikerült olyan környezetet teremteniük a tanulók számára, ami a Megyei Tanács és az Oktatási Minisztérium anyagi és erkölcsi elismerését vitathatatlanul biztosította számukra. 1972-ig nyugdíjazásáig dolgozott.

### Halála
1989-ig Baján élt és dolgozott, 77 éves korában, június 26-án Veszprémben hunyt el demenciában. 

## Munkássága

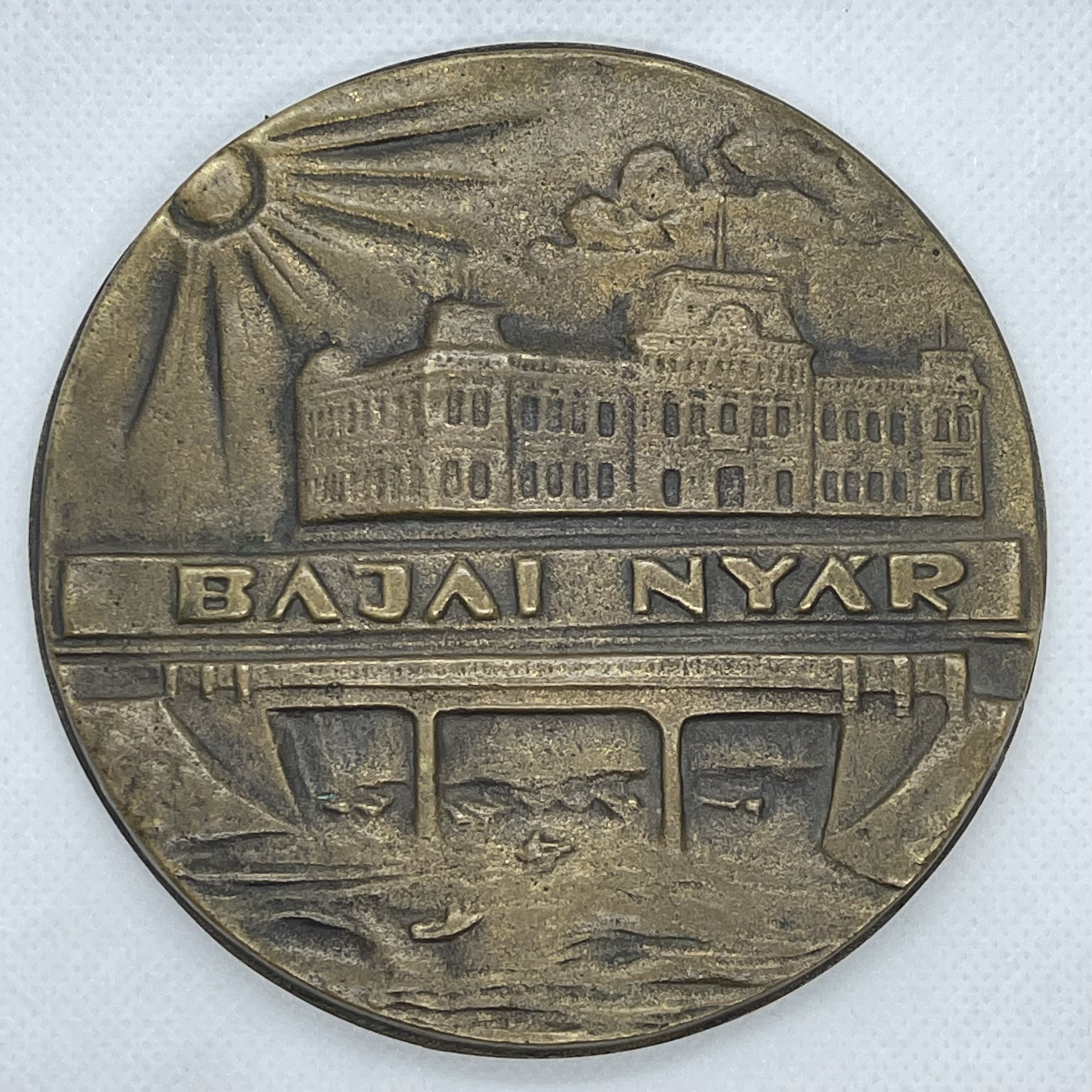
Tóta Gyula által az 1979-es Megyei Tárlatra készült bronzplakett a bajai nyárról

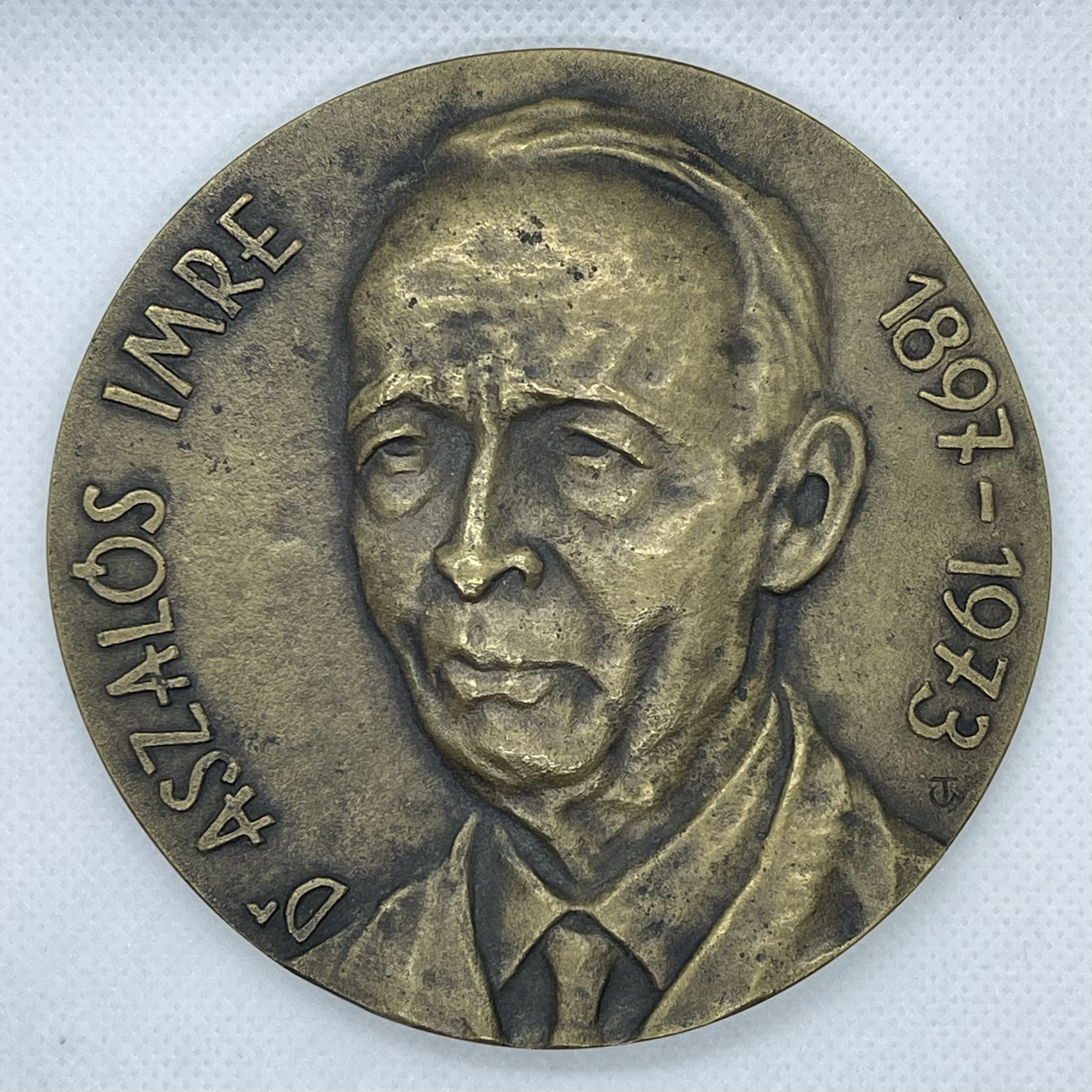
Bronzplakett Dr. Aszalós Imréről, Tóta Gyula monogrammjával ellátva

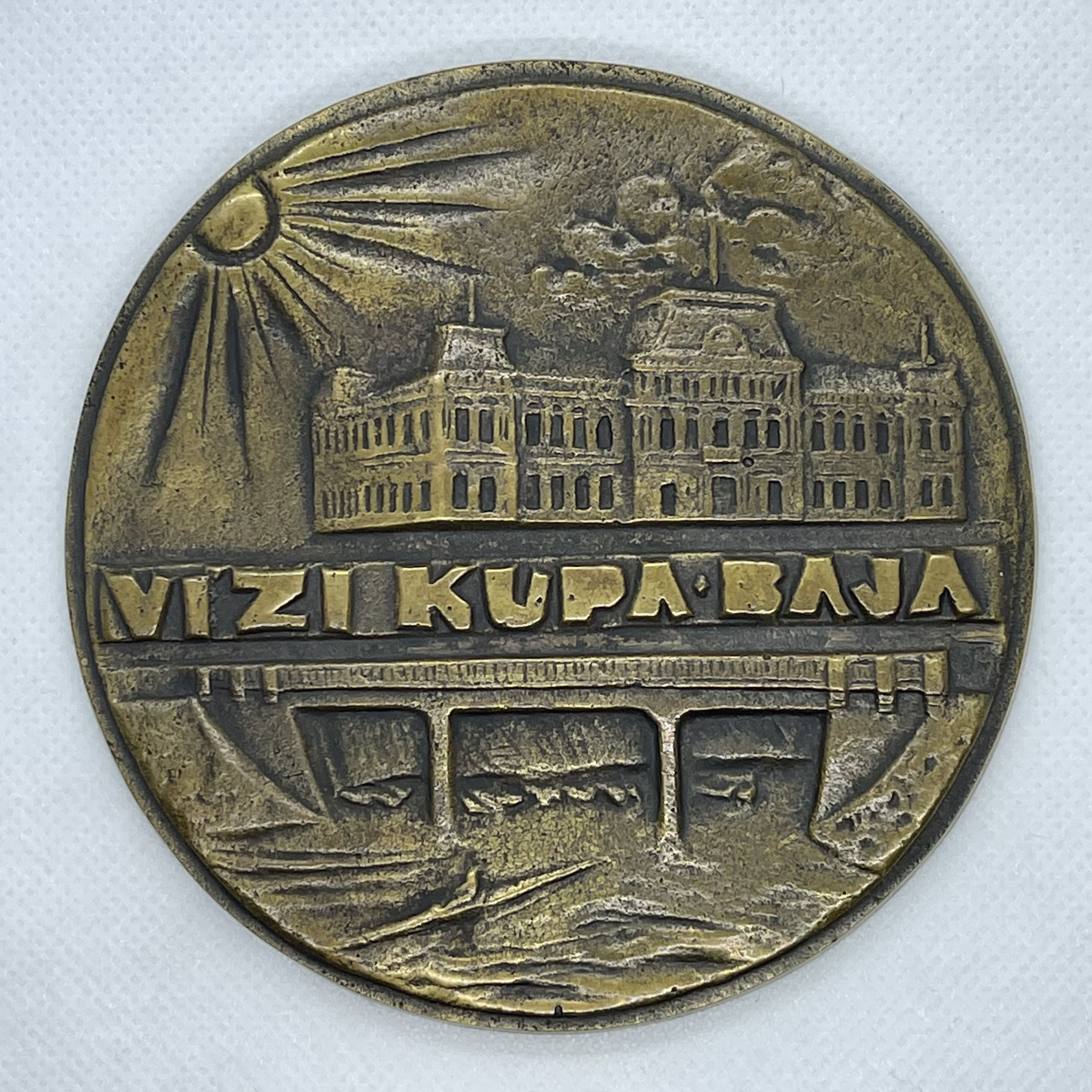
A bajai vízi kupára készült bronzplakett

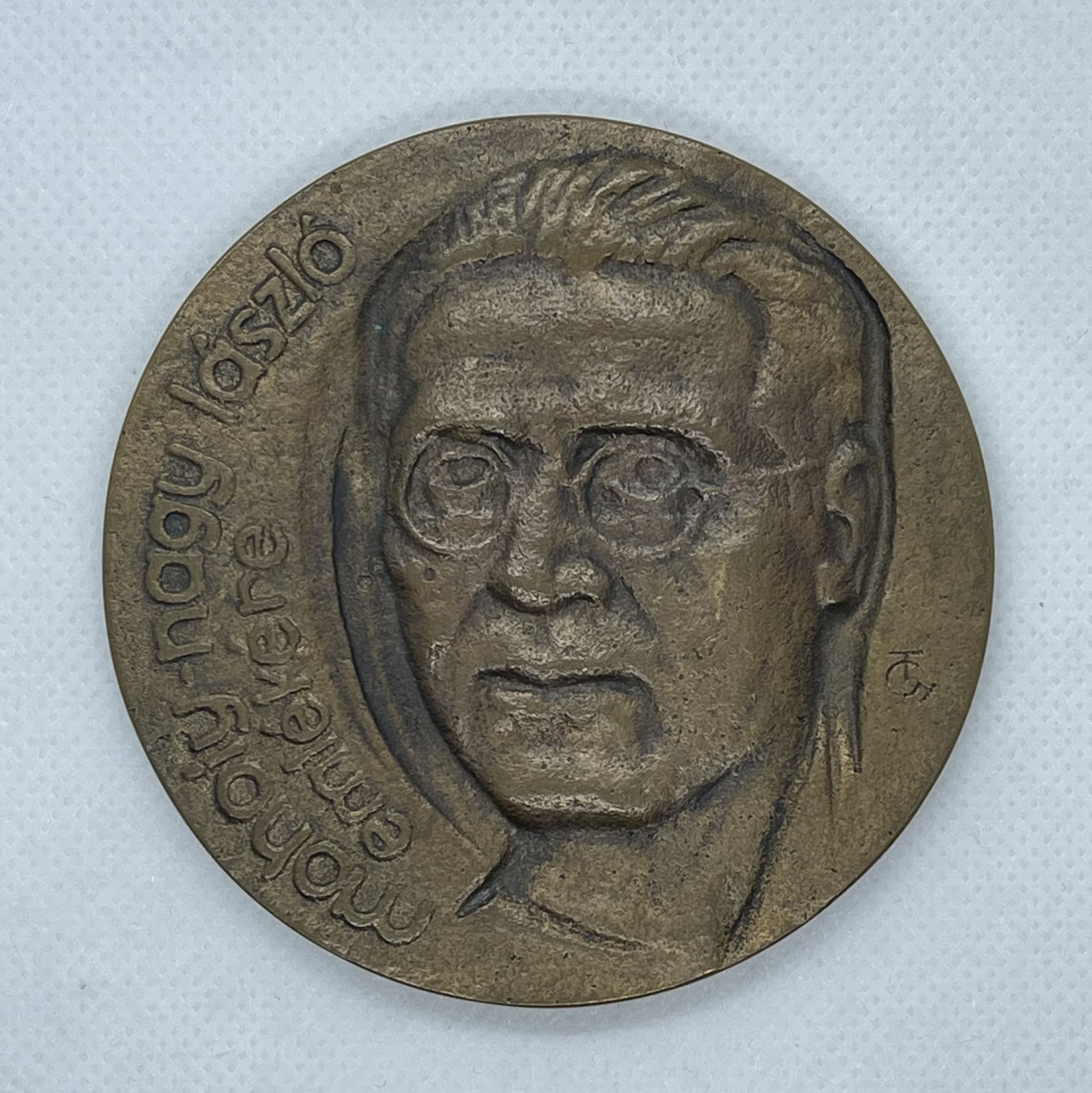
Tóta Gyula által az 1979-es Megyei Tárlatra készült bronzplakett monogrammal ellátva

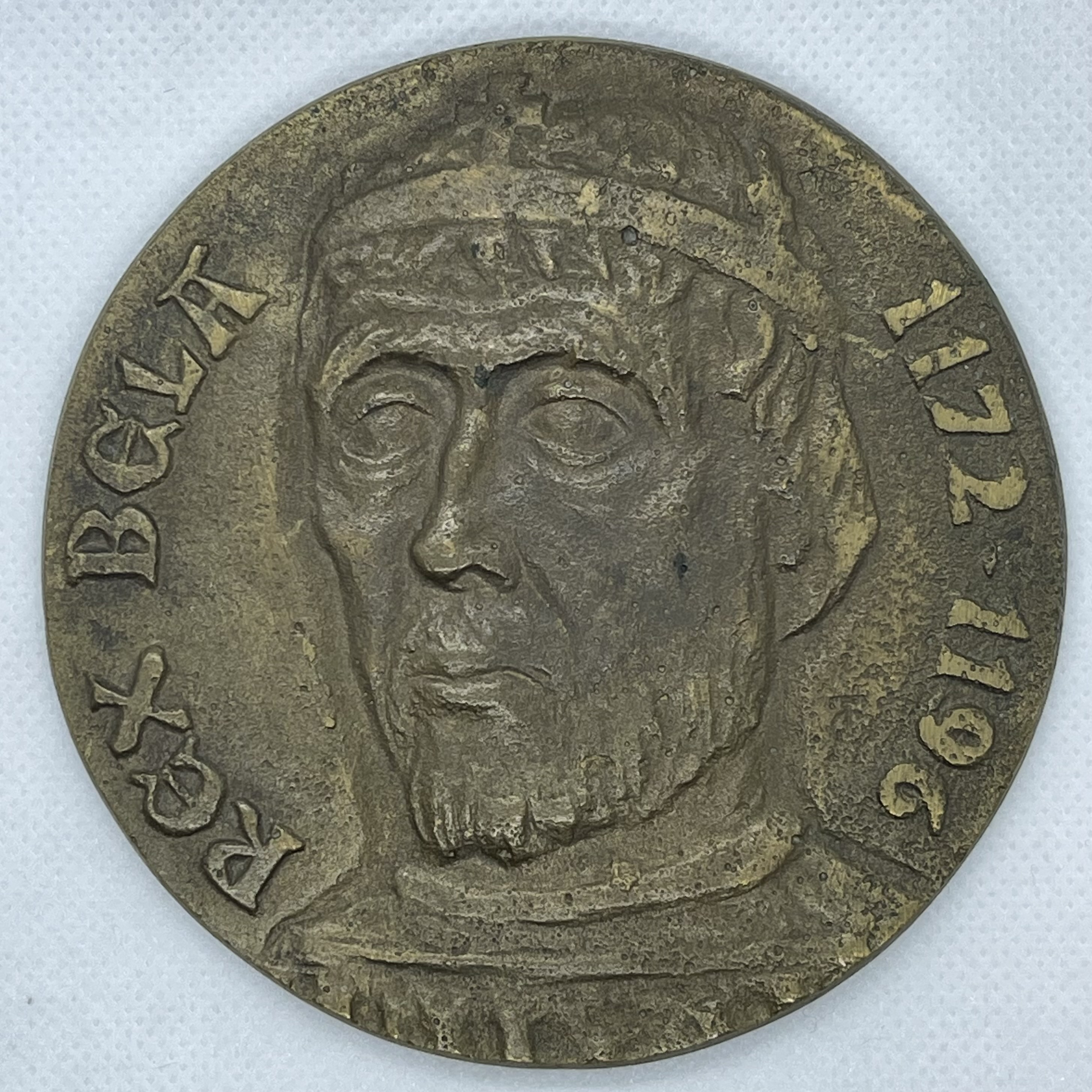
Bronzplakett III. Béláról. Készült Tóta Gyula által az 1975-ös Megyei Tárlatra

1972-ben kezdte meg plakettjei készítését. Nagy István születésének 100. évfordulójára készül el első kisplasztikája, amelyet a Tisztelet Nagy Istvánnak című kiállítás résztvevői is kaptak a megnyitáson 1973-ban. 1975-ben a Megyei Tárlaton szerepelt a Nagy Istvánról, Hermann Ottóról és Liszt Ferencről készült plakettjeivel. III. Béláról készült kisplasztikáját a III. Béla Gimnázium kitüntetett végzős tanulóinak osztották szét kiváló eredményükért. 1979-ben a Megyei Tárlaton a Bajai Nyár, a III. Béla és a Moholy Nagy Lászlóról készült plakettekkel szerepelt sikerrel. Jelentősebb munkái még többek között a Tóth Kálmánról, Dr. Asztalos Imréről és a Kamarazenekarok fesztiváljáról készült kisplasztikák. Munkáinak nagy részét a bajai Türr István Múzeumban őrzik. Utolsó nagy domborművét Rudnay Gyuláról készítette, de sajnos nem került bemutatásra. Egyéni kiállítása a Szakmaközi Bizottság kiállítótermében, az Úttörőházban, valamint a József Attila Művelődési Központ kiállítási termében volt.